# Jamie Salmon
James Lionel Broome Salmon (Ciudad de Victoria, 16 de octubre de 1959) es un periodista y ex–jugador británico de rugby que se desempeñaba como centro.

## Selección nacional

### Participaciones en Copas del Mundo
Solo disputó una Copa del Mundo; Nueva Zelanda 1987 donde el XV de la Rosa fue eliminado en cuartos de final, tras ser derrotados por los galeses. Salmon jugó todos los partidos y le marcó un try a los Brave Blossoms.
| Mundial                       | Sede          | Resultado        | PJ | Tries |
| ----------------------------- | ------------- | ---------------- | -- | ----- |
| Copa Mundial de Rugby de 1987 | Nueva Zelanda | Cuartos de final | 4  | 1     |